# Покривник чорний
Покривни́к чорний (Percnostola immaculata) — вид горобцеподібних птахів родини сорокушових (Thamnophilidae). Мешкає в Колумбії і Венесуелі. Раніше цей вид відносили до роду Покривник (Myrmeciza), однак за результатами молекулярно-генетичного дослідження, яке показало поліфілітичність цього роду, його було переведено до роду Аляпі (Percnostola).

## Опис

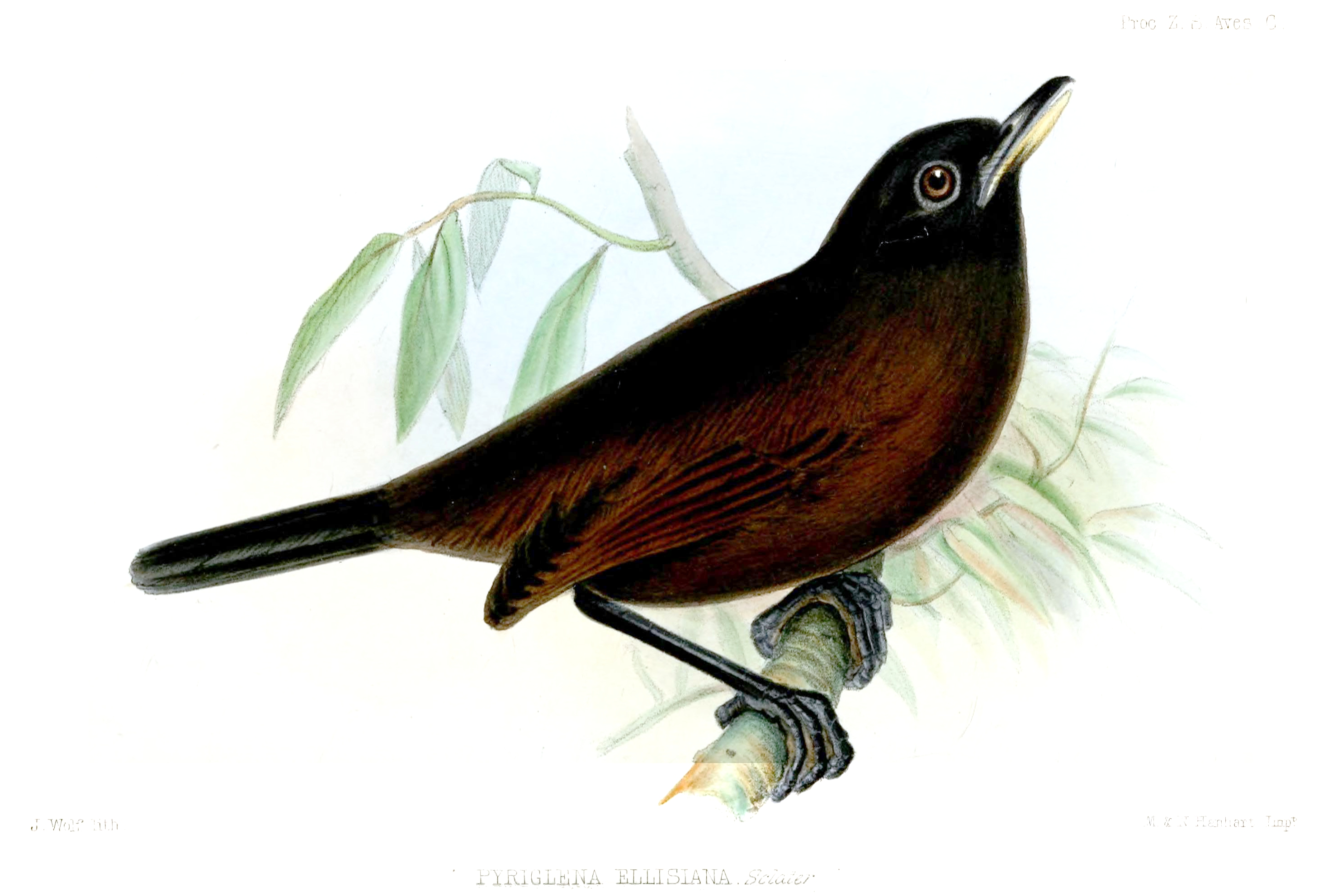
Чорний покривник

Довжина птаха становить 18,5 см, вага 38-43 г. Виду притаманний статевий диморфізм. Самці мають майже повністю чорне, блискуче забарвлення, на плечах у них білі смуги. Самиці мають рівномірно буре забарвлення, обличчя і горло у них чорнуваті, хвіст чорнуватий. Навколо очей широкі кільця сизої голої шкіри, за очима вони білі.

## Підвиди
Виділяють два підвиди:
- P. i. immaculata (Lafresnaye, 1845) — Гірський масив Сьєрра-де-Періха, Східний хребет Колумбійських Анд і західна Венесуела (Кордильєра-де-Мерида);
- P. i. concepcion (Donegan, 2012) — Серранія-де-Сан-Лукас[es] і Центральний хребет Колумбійських Анд (на південь до сходу Вальє-дель-Кауки і північно-західної Толіми).

Брунатний покривник раніше вважався конспецифічним з чорним покривником, однак був визнаний окремим видом.

## Поширення і екологія
Чорні покривники живуть в густому підліску вологих гірських і рівнинних тропічних лісів. Зустрічаються на висоті від 400 до 2000 м над рівнем моря, переважно на висоті до 1400 м над рівнем моря. Живляться комахами та іншими безхребетними, а також дрібними хребетними.